# Salvador Massip Valdés
Salvador Massip Valdés (1891-1978) fue un geógrafo, pedagogo y notable profesor universitario cubano. Se destacó además como político, periodista y diplomático. Su obra representó un cambio radical en los conceptos geográficos aceptados en Cuba hasta ese momento. Enlazó los trabajos de los geógrafos cubanos precursores como Tranquilino Sandalio de Noda, Esteban Pichardo y Felipe Poey. Massip introdujo nuevos métodos en la enseñanza de la geografía en Cuba, entre ellos, las excursiones y trabajos de campo, además de situar al hombre entre los componentes del medio natural.

## Síntesis biográfica
Nació el 19 de abril de 1891 en el poblado de Puerta de Güira, término municipal de Artemisa (ubicado entonces en la provincia de Pinar del Río,  actualmente en la Provincia de Artemisa), Cuba. Cursó las carreras de pedagogía, y filosofía y letras en la Universidad de La Habana a partir de 1909. Fue profesor de geografía e historia en el Instituto de Segunda Enseñanza de Matanzas en 1916. Posteriormente, cursó estudios de Geografía en la Universidad de Columbia, Estados Unidos, donde en 1922 alcanzó el grado de “Master of Arts”. Comenzó a laborar como profesor en la Universidad de La Habana en 1924. Alcanzó el grado de Profesor Titular y fundó la primera cátedra de geografía de esta universidad y de Cuba en 1927, donde se desempeñó durante cuarenta años. Introdujo la asignatura de Geografía económica y creó un laboratorio de geografía, en la propia universidad. Más tarde fue decano de la Facultad de Filosofía y Letras. Fue maestro de Antonio Nuñez Jiménez. En 1962, después del triunfo de la Revolución Cubana de 1959 fue uno de los miembros fundadores de la Academia de Ciencias de Cuba y el primer director del Instituto de Geografía y Geología adscrito a la Academia. Entre 1965 y 1969 fue también vicepresidente del consejo de dirección del primer Atlas Nacional de Cuba, publicado en 1970. Impartió conferencias sobre geografía en seis universidades extranjeras. Falleció en La Habana el 16 de octubre de 1978.

## Actividad política
Fue declarado cesante en 1930 por oponerse a la dictadura de Gerardo Machado durante la Revolución del 30. En 1934 se reincorporó a la enseñanza universitaria, pero fue obligado al exilio en México por su participación en la huelga general de marzo de 1935. Se opuso al golpe de Estado del 10 de marzo de 1952, encabezado por Fulgencio Batista. Apoyó resueltamente la Revolución Cubana de 1959 liderada por Fidel Castro y después de su triunfo fue nombrado embajador en México y posteriormente en Polonia. En su actividad docente  supo concebir la enseñanza de la geografía en relación con el desarrollo socioeconómico y político, la historia y el sentimiento patriótico nacional de Cuba. Fundó la Cátedra "José Martí" en la Facultad de Filosofía y Letras de la propia Universidad de La Habana. Fue miembro del Partido Comunista de Cuba.

## Honores
1. Profesor Emérito de la Universidad de La Habana.
2. Socio numerario y presidente de la Sociedad Geográfica de Cuba.
3. Presidente de Honor del Instituto de Geografía de la Academia de Ciencias de Cuba.
4. Recibió la Medalla “XX Aniversario del Moncada”, otorgada por el Gobierno Revolucionario en 1973.

## Obra publicada
Pronunció conferencias, escribió artículos en la Revista ”Alrededor de la Escuela”, la Revista de Instrucción Pública, y la Revista de la Educación, entre otras. Publicó trabajos en la prensa y varios libros. Entre sus principales obras se encuentran:
1. Factores geográficos de la Historia de Cuba. Academia de la Historia y Geografía deMéxico. Imprenta el Avisador Comercial, La Habana, 1931
2. Geografía Económica del Café. Editorial. Atalaya, La Habana, 1939
3. Introducción a la Geografía Física. Imprenta Universitaria, La Habana, 1951
4. La Geografía y su importancia en la resolución de los problemas planteados a la nación cubana. Imprenta Universitaria, La Habana, 1951
5. Massip y Valdés, Salvador y Sarah E. Ysalgué. Elementos de Geografía Regional. Editorial Minerva, La Habana, 1957.

Cabe resaltar su participación notable en la dirección y como parte del colectivo de autores del primer Atlas Nacional de Cuba, publicado en 1970.